# 857 Glasenappia
857 Glasenappia, asteroid glavnog pojasa. Otkrio ga je Sergej Beljavski, 6. travnja 1916.

## Vanjske poveznice
- Minor Planet Center